# 류드밀라 지프코바
류드밀라 토도로바 지프코바(불가리아어: Людмила Тодорова Живкова, 1942년 7월 26일~1981년 7월 21일)는 불가리아의 정치인으로 불가리아 인민공화국 시대 불가리아 공산당 문화정책 부문의 실세로 알려진 인물이다. 그녀는 불가리아 총리 토도르 지프코프의 딸이며 불가리아의 문화를 보존하고 이를 동구권 국가에 전파하는 일을 하였다.
하지만 지프코바는 마르크스-레닌주의 철학과 초심리학을 결합한 자신만의 관념에 사로잡히고 심취해 있었으며, 그로 인해 자주 공격받았는데 그녀의 아버지인 지프코프는 그녀의 견해를 현대적 공산주의 교리로 포장하며 옹호하였다.